# Овиний Галликан
Ови́ний Галлика́н (лат. Ovinius Gallicanus) — государственный деятель Римской империи начала IV века, консул 317 года.

## Деятельность
Согласно одной надписи, датируемой 293—300 годами, Галликан был куратором города Теана в Кампании. Согласно Хронографии 354 года, с 4 августа 316 года по 15 мая 317 года он занимал пост префекта города Рима.
В 317 году он занимал должность ординарного консула вместе с Цезонием Бассом (они не вступали в должность до 17 февраля).
Возможно, Овиния Галликана (также вариант — Флавий Галликан, консул 330 года) следует идентифицировать с Галликаном, упоминавшемся в «Книге римских понтификов», который сделал дар церкви святых Петра, Павла и Иоанна Крестителя в Остии.
Также либо он, либо Флавий Галликан обычно отождествляются с христианским святым Галликаном. Если принять отождествление святого с Овинием Галликаном, то, согласно «Деяниям святого Галликана», он был военным командиром во Фракии, а после прихода к власти императора Юлиана II (361—363 годы) отправился в Египет, где стал монахом, а через год принял мученическую смерть. Информация «Деяний», однако, никакими другими источниками не подтверждается и в целом признается мало заслуживающей доверия.
Кроме того, либо он, либо Флавий Галликан был дедом Бруттии Аврелианы, упоминаемой в надписи из Мутины. Или Флавию или Овинию Пелагоний посвятил свой труд Аrs veterinaria.